# Гаймсгайм
Гаймсгайм (нім. Heimsheim) — місто в Німеччині, знаходиться в землі Баден-Вюртемберг. Підпорядковується адміністративному округу Карлсруе. Входить до складу району Енц.
Площа — 14,32 км2. Населення становить 5320 ос. (станом на 31 грудня 2020).